# New Castle (Pennsylvanie)
 (novembre 2024).
Pour les articles homonymes, voir Newcastle.
New Castle est une ville de Pennsylvanie. Elle est le siège du comté de Lawrence et compte 25 338 habitants en 2003, 24 060 en 2009.

## Localisation
Cette cité se trouve à environ 80 km au nord-ouest de Pittsburgh, à la frontière ouest de la Pennsylvanie avec l'Ohio dans ce que l'on appelle depuis les années 1970 la Rust Belt (« ceinture de la rouille »).
Localisation des localités aux alentours de New Castle :

## Histoire

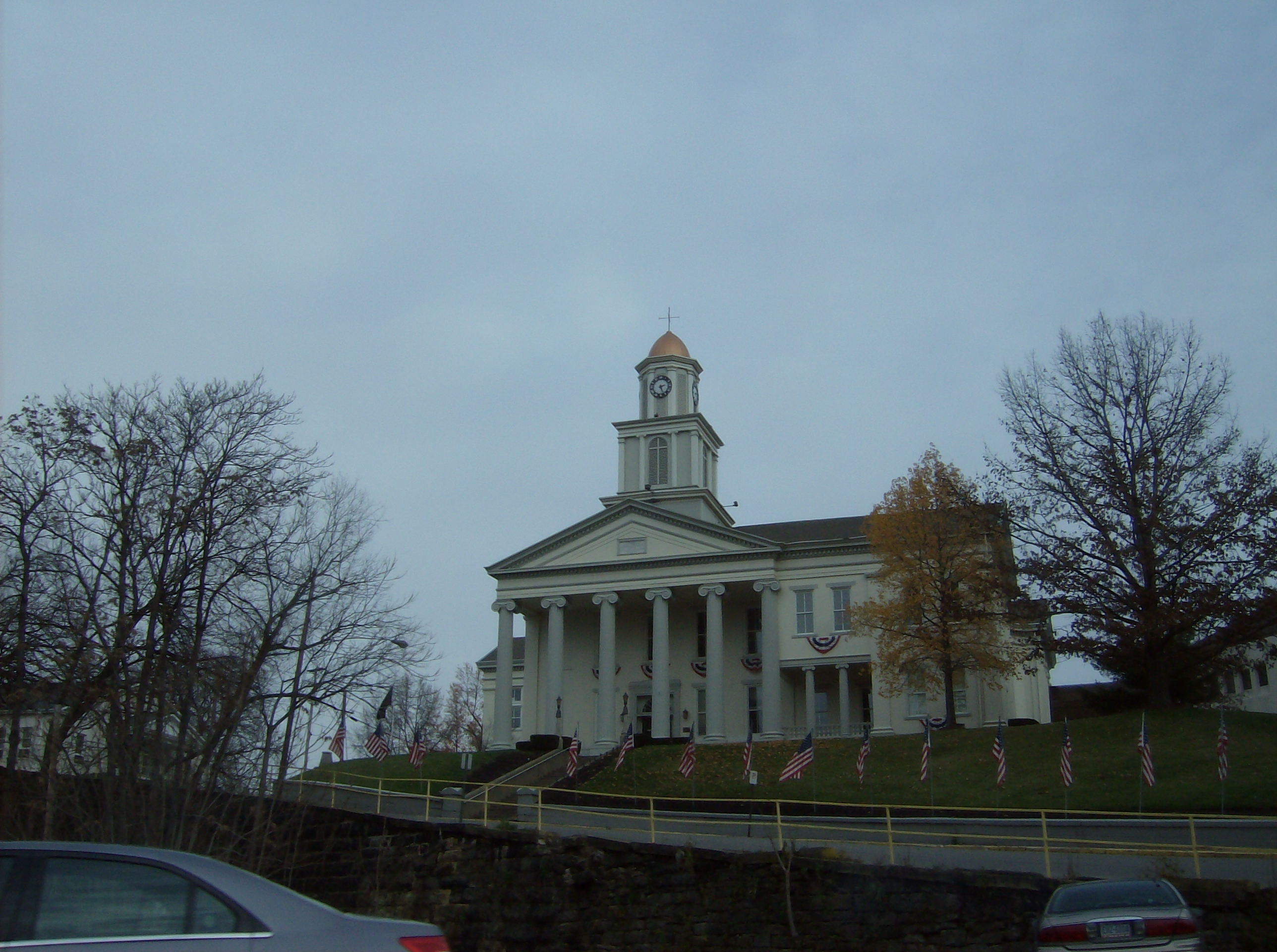
Cour de justice de New Castle

La ville doit ses origines à une étude cadastrale faite en 1798 par John Carlysle Stewart, un ingénieur civil, des terres accordées par le gouvernement des États-Unis aux anciens combattants de la guerre d'indépendance américaine.
Lorsqu'il découvrit que le plan ne faisait pas état de 20,2 hectares au confluent de la Shenango et de la Neshannock, il s'appropria ces terres.
Il fixa les limites de la ville de New Castle en avril 1798. Dès le début des années 1800, les affaires des commerçants locaux prirent de l'essor du fait de la construction d'un système de canaux dans la ville. Tirant profit de la facilité des transports et de l'accessibilité aux produits bruts, des manufactures virent le jour. Et, lorsque le réseau de canaux fut élargi et ensuite remplacé par les chemins de fer, les usines bénéficièrent de transports encore plus rapides pour des quantités encore plus importantes de marchandises toute l'année.

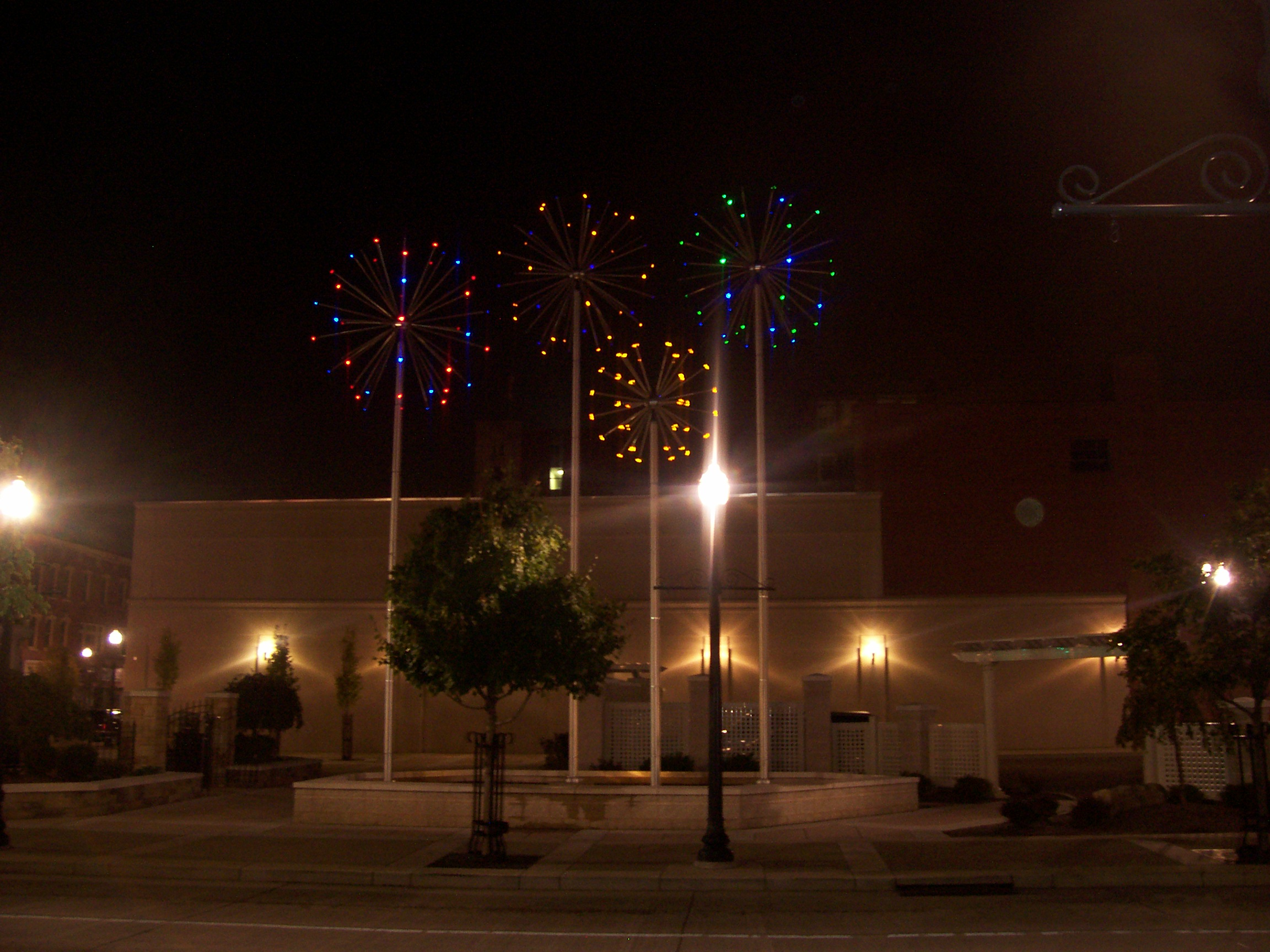
Zambelli Plaza

En 1849, New Castle devint le siège local du Comté de Lawrence nouvellement créé. En 1869, avec 6 000 habitants, la bourgade devint une ville qui grandissait plus vite que toute autre aux États-Unis. Au début du XXe siècle, cette ville était considérée comme la capitale du fer-blanc du monde, industrie qui, avec les autres usines et filatures, amena une croissance démographique rapide, la population passant de 11 600 en 1890 à 38 280 en 1910, les emplois attirant de nombreux immigrants.
La société Warner Bros y ouvrit son premier théâtre, le Cascade en 1907.
C'est dans les années 1920 que New Castle connut sa plus grande prospérité et de grands bâtiments transformèrent alors le panorama de la ville. Parmi eux on compte la cathédrale néoclassique de rite écossais et l'église gothique Sainte-Marie. La renommée de la ville grandit et elle fut connue comme la capitale du monde du hot-dog, conséquence sans doute de la mise au point par des immigrants grecs de la recette du Chili dog (en) et la capitale des États-Unis des feux d'artifice, les sociétés S. Vitale Pyrotechnic Industries Inc. et Zambelli Fireworks (en) y ayant installé leur siège.
Les spectacles de variétés étaient populaires à New Castle dans les années 1920. Bob Hope commença sa carrière de comédien au Capitol Theater à New Castle en 1927 après qu'on lui eut demandé de remplacer le maître de cérémonie tombé malade et de faire la présentation des divers spectacles. Le public fit un tel honneur à son monologue et à ses plaisanteries qu'il décida alors qu'il était destiné à faire une carrière de comédien.

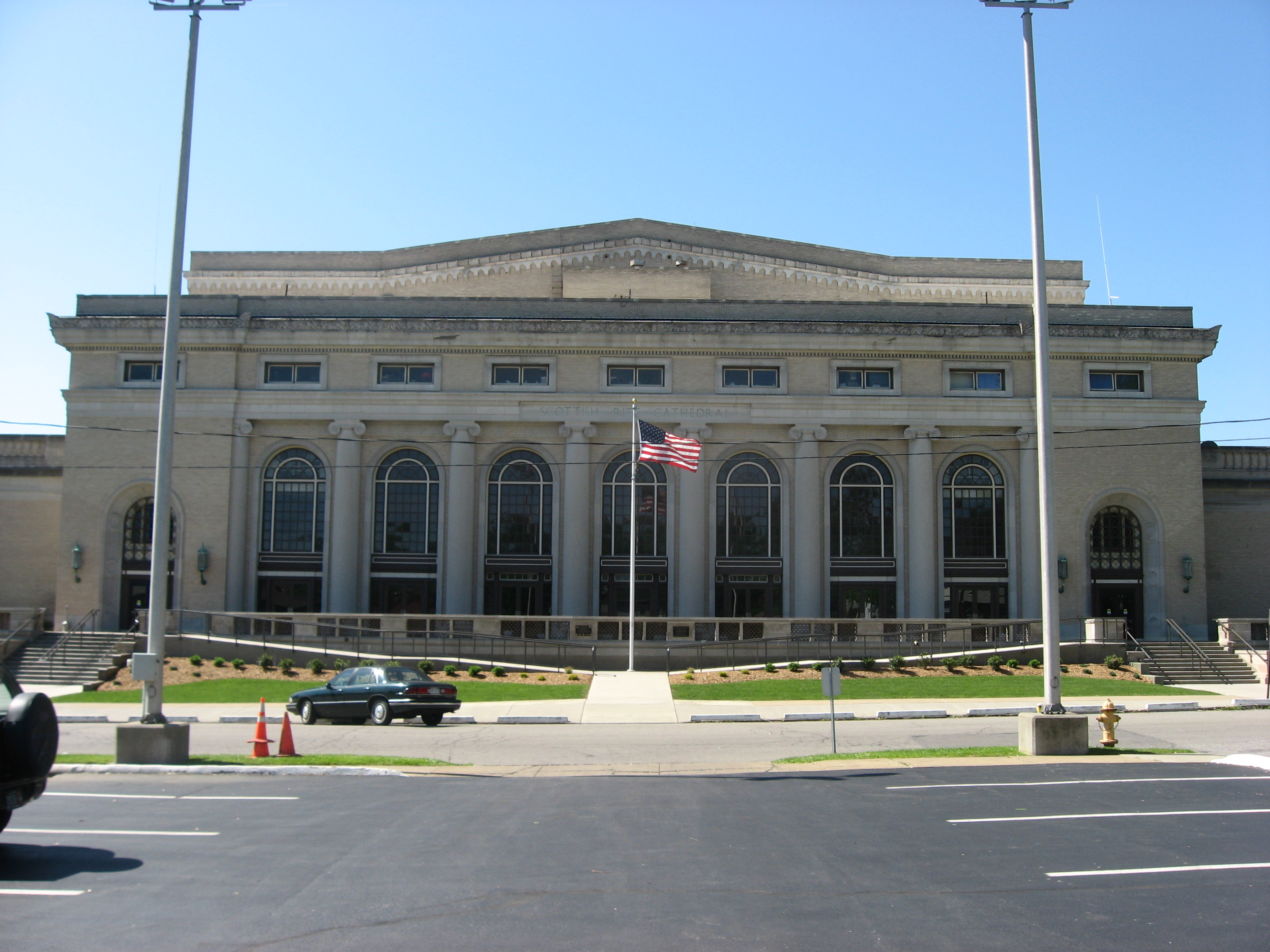
La cathédrale de Rite écossais de New Castle inaugurée en 1926. L'un des trois lieux de la ville classés dans le Registre national des lieux historiques.

Dans les années 1930, New Castle fut durement touchée par la Grande Dépression économique qui sévissait dans le pays : des commerces firent faillite et des habitants perdirent leur emploi. La Carnegie Steel Company (en), qui employait des milliers d'ouvriers dans l'industrie du fer-blanc, ferma ses portes en 1931. Des programmes fédéraux administrés notamment par la Work Projects Administration et le Civilian Conservation Corps furent mis en place et créèrent quelques emplois, mais la ville ne s'en est jamais vraiment remise.
Les temps de guerre, notamment la Deuxième Guerre mondiale et la Guerre de Corée, apportèrent un peu de répit et les industries locales furent brièvement relancées. La population avait atteint 48 834 personnes en 1950, mais elle était retombée à 25 338 en 2003.
Aujourd'hui, New Castle continue à s'affranchir peu à peu de sa dépendance à l'égard de l'industrie lourde en faveur d'une base économique mieux équilibrée où figurent à la fois le secteur manufacturier et le secteur tertiaire.

## Démographie
,,
Cette ville a connu une rapide expansion démographique jusqu'au milieu du XXe siècle avant de décliner dans la deuxième moitié du XXe siècle
Étant donné le manque d'emplois, la population en 2010 de New Castle avec ses 23 273 habitants a diminué de plus de moitié par rapport aux années 1950, lorsque la ville connaissait son apogée.
Le revenu moyen dans cette ville située dans le comté de Lawrence, s'élevait à 25 598 dollars en 2000, alors que la moyenne nationale atteignait 41 994 dollars selon les statistiques du Bureau du recensement des États-Unis.
La majorité de la population y est d'origine européenne. Elle est d'origine italienne à 27 %, allemande à 17 %, polonaise à 6 % et anglaise à 5 %. Pour 12 % des habitants de New Castle, les ancêtres étaient originaires d'autres pays d'Europe. Par ailleurs, environ 11 % se disent Afro-Américains, 2 % Arabes, 1 % Libanais, 1 % Syriens et 2 % Africains. Environ 2 000 Amishs habitent au nord de la commune en dehors de la ville.

## Résidents connus
- Edmond Hamilton, écrivain de science-fiction, a habité dans cette ville.

## Sources
- Les défis des villes de l'ancienne grande région industrielle des États-Unis, 5 novembre 2007, Washington Files